# Clemar Bucci
Clemar Bucci (ur. 4 września 1920 w Zenón Pereyra, zm. 12 stycznia 2011 w Buenos Aires) – kierowca wyścigowy z Argentyny. Brał udział w pięciu Grand Prix Formuły 1. Zadebiutował 17 lipca 1954 w GP Wielkiej Brytanii.